# بچه به‌ندرت دیده‌شده
بچهٔ به‌ندرت دیده‌شده (به انگلیسی: The Seldom Seen Kid)، چهارمین آلبوم موسیقی گروه راکِ البو است که در سال ۲۰۰۸ عرضه شد و علاقه‌مندان فراوانی پیدا کرد. 
این آلبوم توانست ردهٔ پنجم را در جدول موسیقی آلبوم‌های بریتانیا به‌دست آورد و برندهٔ جایزه مرکوری سال ۲۰۰۸ شود.